# A Rainha Margot (1994)
A Rainha Margot (em francês: La Reine Margot; em italiano: La regina Margot; em alemão: Die Bartholomäusnacht) é um filme teuto-ítalo-francês de 1994, do gênero drama histórico-biográfico, dirigido por Patrice Chéreau, com roteiro de Danièle Thompson e do próprio Chéreau baseado no romance homônimo de Alexandre Dumas.
La reine Margot teve uma versão realizada em 1954, dirigida por Jean Dréville

## Sinopse
O filme conta a história dos últimos anos da Casa de Valois como casa real de França, e as perseguições religiosas aos protestantes, incluindo o Massacre da noite de São Bartolomeu, em 24 de agosto de 1572. De início, um casamento com o propósito de manter a paz acontece: entre a católica Marguerite de Valois de o protestante Henrique de Navarre.

## O filme e a obra de Dumas
A obra apresenta uma inspiração no romance de mesmo nome de Alexandre Dumas père, de 1845. Esse romance foi inscrito com a colaboração de Auguste Maquet, sendo o primeiro volume de uma trilogia sobre as guerras de religião. A primeira tradução brasileira foi publicada no rodapé do Jornal do Comércio. O escritor utiliza alguns recursos para construir seu romance. Ele cita , por exemplo, uma Histoire de Marguerite de Valois, escrita por um certo Tallemant de Béaux e cartas de Catarina de Médici. A seguir, um trecho sobre La Mole (amante de Margot) que Catarina encaminhou ao procurador de justiça:

"Durante este tempo, como tinha previsto Charles, Catherine não perdia um minuto, e escrevia ao procurador geral Laguesle uma carta da qual a história conservou até a menor  palavra, e que lança sobre este caso sangrentos clarões: ‘Sr. Procurador, Nesta noite, deram-me como certo que La Mole cometeu sacrilégio. Em seu alojamento, em Paris, foram encontradas muitas coisas más, como livros e papéis. Eu lhe suplico que chame o primeiro presidente e que instrua o mais rapidamente possível o caso da figura de cera cujo coração eles perfuraram e isto foi feito contra o rei.’ 

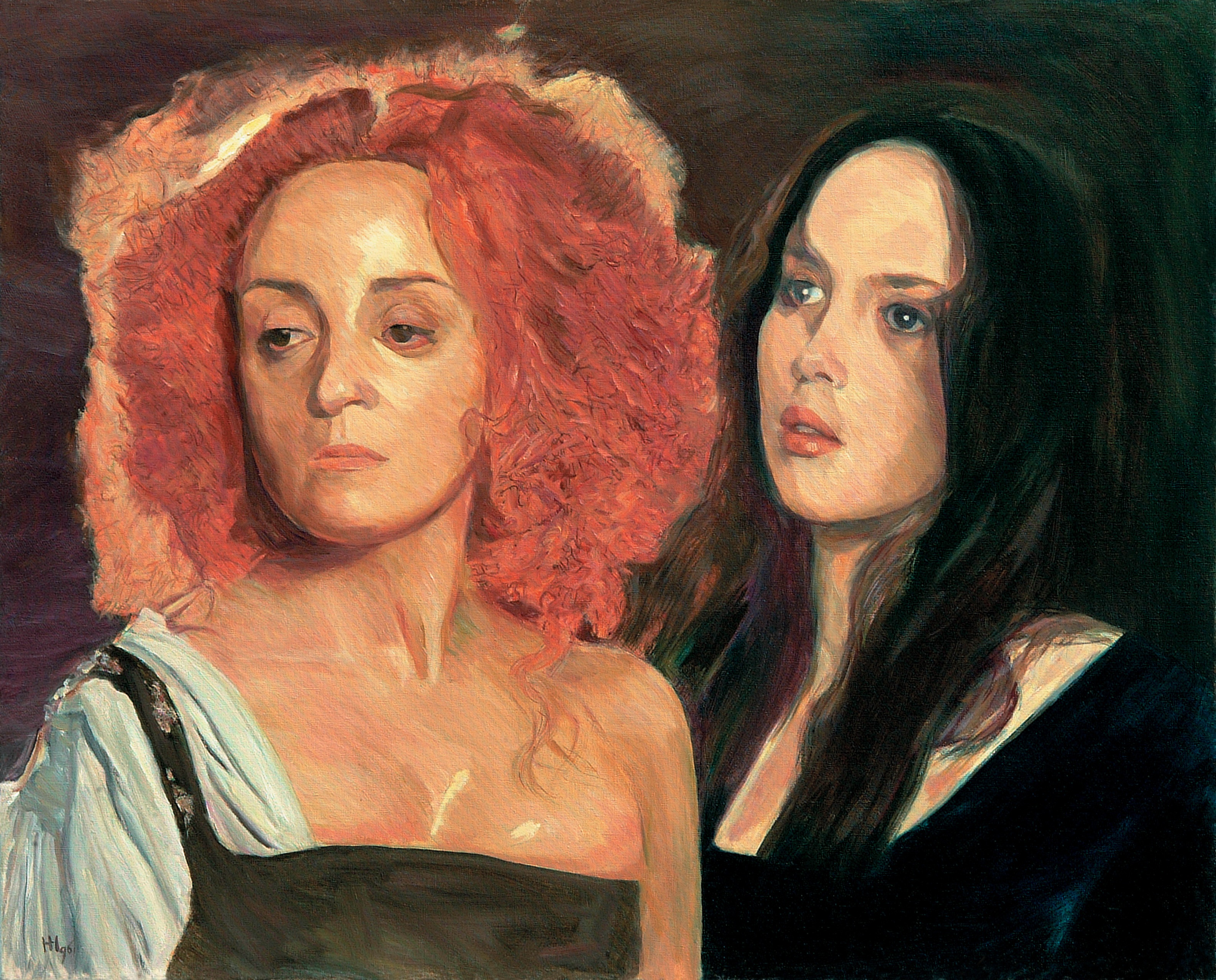
Atrizes Isabelle Adjani & Dominique Blanc - La Reine Margot

O romance também se vale de crônicas não autorizadas, o que ajuda na construção de uma ideia de intrigas e conspirações do período em que se passa. O filme e a obra constroem certos estereótipos dos personagens: uma Catarina de Médici conspiratória e maléfica, uma Margarida de Valois lasciva e um rei Carlos IX como fraco e manipulável. É possível perceber como características da sociedade do século XVI aparecem na elaboração dessas figuras. 
A título de exemplo, com planos de assassinatos, a prática da bruxaria na Época Moderna( estudada por historiadores como Stuart Clark) e da produção de receitas e venenos aparecem maquiavelicamente na obra cinematográfica com Catarina de Médici e o mago René nesse processo de manutenção do poder e manipulação política. Alguns historiadores, como John  Elliot, constroem a ideia de Catarina como menos habilidosa no trato político para arbitrar rivalidades do que outros monarcas como Elizabeth I e Filipe II. No filme, ela aparece tramando a morte de Henrique de Navarra, primeiro envenenando o batom de uma amante dele e depois planejando a morte do homem através do envenenamento das páginas de um livro que deveria ser lido por Henrique. Uma reviravolta acontece e quem acaba falecendo é Carlos IX ao ter acesso ao livro. Apesar desse fato provavelmente nunca ter acontecido e o rei não ter morrido assim, é interessante perceber  como a narrativa traz práticas que não são totalmente incomuns a época, como os planos de assassinatos em um contexto de guerras religiosas.    
Em relação à Margot e a época renascentista, algo que não aparece na obra cinematográfica mas presente no romance é seu interesse pela cultura e conhecimento de grego e latim, além de um trecho em que Dumas cita um pronunciamento que ela faria aos embaixadores poloneses em que lê Sócrates no original grego.O filme procura muito mais explorar os relacionamentos amorosos de Margot do que alguns desses aspectos. 
Em seu texto  publicado na Revista de Literatura, História e Memória, Maria Maretti observa que ambos os trabalhos tem o propósito de "contar uma história da França que não deve ser esquecida". Dessa maneira, seja num  país que vivia a Monarquia de Julho no século XIX (no romance de Alexandre Dumas) seja num país que 5 anos antes tinha comemorado os 200 anos da Revolução Francesa no século XX (no filme de Patrice Chéreau), o que permanece é a crítica dos hábitos da monarquia e do mundo do não razoável, do não tolerável, como colocado por autores como György Lukács ao realizar estudos sociológicos sobre a literatura ficcional. 

## Elenco
- Isabelle Adjani.... Margot
- Daniel Auteuil.... Henri de Navarre
- Jean-Hugues Anglade.... Carlos 9.º
- Vincent Perez.... De La Môle
- Virna Lisi.... Catarina de Médici
- Dominique Blanc.... Henriette de Nevers
- Pascal Greggory.... Anjou
- Claudio Amendola.... Coconnas
- Miguel Bosé.... Guise
- Asia Argento.... Charlotte de Sauve
- Julien Rassam.... Alençon
- Thomas Kretschmann.... Nançay
- Jean-Claude Brialy.... Gaspar II de Coligny
- Jean-Philippe Écoffrey.... Condé

## Principais prêmios e indicações
Prêmio César 1995 (França)
- Venceu
  - Melhor atriz (Isabelle Adjani)
  - Melhor fotografia ( )
  - Melhor figurino (Moidele Bickel)
  - Melhor ator coadjuante (Jean-Hugues Anglade)
  - Melhor atriz coadjuvante (Virna Lisi)
- Indicado
  - Melhor filme
  - Melhor diretor
  - Melhor edição (François Gédigier e Hélène Viard)
  - Melhor música (Goran Bregovic)
  - Melhor desenho de produção (Richard Peduzzi e Olivier Radot)
  - Melhor atriz coadjuvante (Dominique Blanc)
  - Melhor roteiro original ou adaptado (Patrice Chéreau e Danièle Thompson)

Festival de Cannes 1994 (França)
- Venceu
  - Venceu na categoria de melhor atriz (Virna Lisi)[8]
  - Prêmio Especial do Júri[8]
- Indicado
  - Palma de Ouro[9]

Oscar 1995 (EUA)
- Indicado na categoria de melhor figurino (Moidele Bickel)[10]

BAFTA 1996 ()
- Indicado na categoria de melhor filme em língua não inglesa[9]

Globo de Ouro 1995 (EUA)
- Indicado na categoria de melhor filme em língua estrangeira[11]